# Deense voetbalbeker 2008/09
De Deense voetbalbeker 2008/09 (Deens: Ekstra Bladet  Cup) was 55ste editie van de strijd om de Beker van Denemarken. De competitie begon op 12 augustus 2008 en eindigde op 21 mei 2009 met de finale in het Parken Stadion (29.249 toeschouwers) in Kopenhagen. De winnaar plaatste zich voor de UEFA Europa League.

## Eerste ronde
De wedstrijden in de eerste ronde werden gespeeld op 12 en 13 augustus 2008.

### West Groep
De west groep bestond uit 46 teams en werd opgesplitst in 5 kleinere groepen.

#### Noord Groep
|                        |        |                                                         |            |                                                            |
| 12 augustus 2008 18:30 | Nibe B | 0–4                                                     | Blokhus FC | Nibe Stadion, Nibe Scheidsrechter: Lars Østergaard Poulsen |
| 12 augustus 2008 18:30 |        | N. Thomsen 52' Tranberg 53' Andresen 70' J. Thomsen 87' |            | Nibe Stadion, Nibe Scheidsrechter: Lars Østergaard Poulsen |

|                        |                |     |               |                                                  |
| 13 augustus 2008 18:30 | Sæby IF Skjold | 0–2 | Aalborg Freja | Sæby Stadion, Sæby Scheidsrechter: Henrik Larsen |
| 13 augustus 2008 18:30 |                |     |               | Sæby Stadion, Sæby Scheidsrechter: Henrik Larsen |

|                        |                    |     |         |                                                               |
| 13 augustus 2008 18:30 | Møldrup/Tostrup IF | 2–1 | Aars FC | Møldrup Stadion, Møldrup Scheidsrechter: Henrik Nystrup Kragh |
| 13 augustus 2008 18:30 |                    |     |         | Møldrup Stadion, Møldrup Scheidsrechter: Henrik Nystrup Kragh |

|                        |               |     |             |                                                        |
| 13 augustus 2008 18:30 | Tårs/Ugilt IF | 2–1 | FC Hjørring | Tårs Stadion, Tårs Scheidsrechter: Rasmus Møller Bøjer |
| 13 augustus 2008 18:30 |               |     |             | Tårs Stadion, Tårs Scheidsrechter: Rasmus Møller Bøjer |

|                        |           |     |                   |                                                     |
| 13 augustus 2008 18:30 | Skagen IK | 2–0 | Kvik/Aalestrup IF | Skagen Stadion, Skagen Scheidsrechter: Lars Halskov |
| 13 augustus 2008 18:30 |           |     |                   | Skagen Stadion, Skagen Scheidsrechter: Lars Halskov |

|                        |            |             |          |                                                                                   |
| 13 augustus 2008 19:00 | Thisted FC | 0–1         | Hobro IK | Sparekassen Thy Arena, Thisted Toeschouwers: 451 Scheidsrechter: Michael Svendsen |
| 13 augustus 2008 19:00 |            | Povlsen 51' |          | Sparekassen Thy Arena, Thisted Toeschouwers: 451 Scheidsrechter: Michael Svendsen |

#### Centraal Groep
|                        |                    |     |           |                                                               |
| 12 augustus 2008 18:30 | Christiansbjerg IF | 5–1 | Lemvig GF | CIF's Anlæg, Aarhus Scheidsrechter: Peter Kjærsgaard-Andersen |
| 12 augustus 2008 18:30 |                    |     |           | CIF's Anlæg, Aarhus Scheidsrechter: Peter Kjærsgaard-Andersen |

|                        |             |     |                 |                                                          |
| 13 augustus 2008 18:30 | Hammerum IF | 1–3 | Holstebro BK    | Hammerum Stadion, Herning Scheidsrechter: Henning Jensen |
| 13 augustus 2008 18:30 | Kristensen  |     | Ramsdal Givskov | Hammerum Stadion, Herning Scheidsrechter: Henning Jensen |

|                        |               |     |                                       |                                                                             |
| 13 augustus 2008 18:30 | Aarhus Fremad | 1–3 | Silkeborg IF                          | Riisvangen Stadion, Aarhus Toeschouwers: 283 Scheidsrechter: Heine Sørensen |
| 13 augustus 2008 18:30 | Jensen 57'    |     | Pedersen 39' Lekic 75' Svensson 90+1' | Riisvangen Stadion, Aarhus Toeschouwers: 283 Scheidsrechter: Heine Sørensen |

|                        |             |     |         |                                                            |
| 13 augustus 2008 18:30 | ASA, Aarhus | 0–2 | Viby IF | ASA's Idrætsanlæg, Aarhus Scheidsrechter: Henrik Overgaard |
| 13 augustus 2008 18:30 |             |     |         | ASA's Idrætsanlæg, Aarhus Scheidsrechter: Henrik Overgaard |

|                        |               |     |                        |                                                            |
| 13 augustus 2008 18:30 | Ringkøbing IF | 5–1 | Viborg Søndermarken IK | Alkjær Stadion, Ringkøbing Scheidsrechter: Jens Ø. Poulsen |
| 13 augustus 2008 18:30 |               |     |                        | Alkjær Stadion, Ringkøbing Scheidsrechter: Jens Ø. Poulsen |

|                        |                                        |                     |                                    |                                                  |
| 13 augustus 2008 18:30 | Skovbakken IK                          | 3–3 (na extra tijd) | Skive IK                           | Vejlby Stadion, Aarhus Scheidsrechter: Jens Maae |
| 13 augustus 2008 18:30 | Poulsen 42' Sivertsen 112' Nørdam 116' |                     | Ankjær 88' 114' Dyring 110' (pen.) | Vejlby Stadion, Aarhus Scheidsrechter: Jens Maae |

|                                         |     | strafschoppen                             |  |
| Nørlem Sivertsen Rittig Rajcetic Ulrich | 3-4 | Dyring P. Nielsen Ankjær Lawal J. Nielsen |  |

#### Zuid Groep
|                        |                                          |      |            |                                                    |
| 12 augustus 2008 18:30 | Vinding SF                               | 15–0 | Hviding IF | Vinding Stadion, Vejle Scheidsrechter: Allan Staal |
| 12 augustus 2008 18:30 | Junker Bechmann Apr Melson Jensen Møller |      |            | Vinding Stadion, Vejle Scheidsrechter: Allan Staal |

|                        |     |                                                                              |                |                                                                                |
| 13 augustus 2008 18:30 | BPI | 0–7                                                                          | Vejle Boldklub | Pjedsted Stadion, Fredericia Toeschouwers: 754 Scheidsrechter: Claus Bo Larsen |
| 13 augustus 2008 18:30 |     | Lawal 18' (pen.) Zivkovic 19' Arrieta 24' Præst 40' Nørlund 42' 44' Lund 75' |                | Pjedsted Stadion, Fredericia Toeschouwers: 754 Scheidsrechter: Claus Bo Larsen |

|                        |               |                         |          |                                                       |
| 13 augustus 2008 18:30 | Esbjerg IF 92 | 0–2                     | Varde IF | Skibhøj Anlæg, Esbjerg Scheidsrechter: Jørgen Nielsen |
| 13 augustus 2008 18:30 |               | 77' (e.d.) Andersen 90' |          | Skibhøj Anlæg, Esbjerg Scheidsrechter: Jørgen Nielsen |

|                        |              |     |               |                                                                 |
| 13 augustus 2008 18:30 | Tjæreborg IF | 3–1 | Fredericia fF | Tjæreborg IF's Anlæg, Tjæreborg Scheidsrechter: Dennis Mogensen |
| 13 augustus 2008 18:30 |              |     |               | Tjæreborg IF's Anlæg, Tjæreborg Scheidsrechter: Dennis Mogensen |

|                        |             |               |               |                                                                         |
| 13 augustus 2008 18:30 | Brabrand IF | 0–1           | FC Fredericia | Brabrand Stadion, Aarhus Toeschouwers: 187 Scheidsrechter: Jakob Kehlet |
| 13 augustus 2008 18:30 |             | Kristensen 6' |               | Brabrand Stadion, Aarhus Toeschouwers: 187 Scheidsrechter: Jakob Kehlet |

|                        |                             |     |                  | |
| 13 augustus 2008 19:00 | SønderjyskE                 | 2–1 | Kolding FC       | Haderslev Fodboldstadion, Haderslev Toeschouwers: 623 Scheidsrechter: Mads-Kristoffer Kristoffersen |
| 13 augustus 2008 19:00 | Lauridsen 25' Gormsen 90+4' |     | Christiansen 60' | Haderslev Fodboldstadion, Haderslev Toeschouwers: 623 Scheidsrechter: Mads-Kristoffer Kristoffersen |

#### Funen groep
|                        |               |                                              |           |                                                                                           |
| 12 augustus 2008 18:30 | Glamsbjerg IF | 0–5                                          | Assens FC | Glamsbjerg Stadion, Glamsbjerg Toeschouwers: 150 Scheidsrechter: Hans-Henrik Høite Hansen |
| 12 augustus 2008 18:30 |               | Nielsen 8' 86' Uldal 14' West-Hansen 31' 77' |           | Glamsbjerg Stadion, Glamsbjerg Toeschouwers: 150 Scheidsrechter: Hans-Henrik Høite Hansen |

|                        |             |     |          |                                                      |
| 13 augustus 2008 18:30 | Sanderum BK | 1–2 | Næsby BK | Vestfalen Stadion, Odense Scheidsrechter: Tom Krøyer |
| 13 augustus 2008 18:30 |             |     |          | Vestfalen Stadion, Odense Scheidsrechter: Tom Krøyer |

|                        |          |     |              |                                                                  |
| 13 augustus 2008 18:30 | BK Chang | 0–4 | Marstal/Rise | Chang Kochsgade, Odense Scheidsrechter: Hans-Henrik Høite Hansen |
| 13 augustus 2008 18:30 |          |     |              | Chang Kochsgade, Odense Scheidsrechter: Hans-Henrik Høite Hansen |

|                        |          |               |        |                                                         |
| 13 augustus 2008 18:30 | Stige BK | 0–1           | FC Fyn | Stige Stadion, Odense Scheidsrechter: Casper Kristensen |
| 13 augustus 2008 18:30 |          | Andreasen 32' |        | Stige Stadion, Odense Scheidsrechter: Casper Kristensen |

|                        |            |                 |     |                                                        |
| 13 augustus 2008 18:30 | Tåsinge fB | 0–2             | OKS | Tåsingehallen, Svendborg Scheidsrechter: Kent Bøgelund |
| 13 augustus 2008 18:30 |            | Møller Bramming |     | Tåsingehallen, Svendborg Scheidsrechter: Kent Bøgelund |

#### Oost/Zuid Groep
|                        |         |     |                 |                                                         |
| 13 augustus 2008 18:30 | Faxe BK | 1–6 | FC Vestsjælland | Fakse Stadion, Faxe Scheidsrechter: Thomas Kurt Nielsen |
| 13 augustus 2008 18:30 |         |     |                 | Fakse Stadion, Faxe Scheidsrechter: Thomas Kurt Nielsen |

|                        |                                                        |     |                            |                                                               |
| 13 augustus 2008 18:30 | B73 Slagelse                                           | 4–3 | Nakskov BK                 | Stadion Vest, Slagelse Scheidsrechter: Benjamin Helm Svedborg |
| 13 augustus 2008 18:30 | Pedersen 29' 55' J. Christensen 58' R. Christensen 84' |     | Jensen 54' 80' Ottesen 83' | Stadion Vest, Slagelse Scheidsrechter: Benjamin Helm Svedborg |

|                        |                    |     |           |                                                                  |
| 13 augustus 2008 18:30 | BK Frem Sakskøbing | 2–0 | Maribo BK | Sakskøbing Stadion, Sakskøbing Scheidsrechter: Michael Schlander |
| 13 augustus 2008 18:30 |                    |     |           | Sakskøbing Stadion, Sakskøbing Scheidsrechter: Michael Schlander |

|                        |            |                                                                  |             |                                                                                   |
| 13 augustus 2008 18:30 | Ørslev GIF | 0–6                                                              | Herfølge BK | Ørslev Sportsplads, Vordingborg Toeschouwers: 425 Scheidsrechter: Martin Olsgaard |
| 13 augustus 2008 18:30 |            | Toft 15' 28' Benjaminsen 20' Belling 35' Rynell 44' Simonsen 45' |             | Ørslev Sportsplads, Vordingborg Toeschouwers: 425 Scheidsrechter: Martin Olsgaard |

|                        |                             |     |                           |                                                                               |
| 13 augustus 2008 19:00 | Næstved BK                  | 3–0 | Lolland-Falster Alliancen | Næstved Stadion, Næstved Toeschouwers: 561 Scheidsrechter: Jens Jørgen Jensen |
| 13 augustus 2008 19:00 | Jensen 44' 82' Johansen 73' |     |                           | Næstved Stadion, Næstved Toeschouwers: 561 Scheidsrechter: Jens Jørgen Jensen |

## Tweede ronde
De wedstrijden in de tweede ronde werden gespeeld op 23 en 24 augustus 2008

### West groep
De West groep bestaat uit 28 teams.
|                        |                    |     |                                  |                                                     |
| 23 augustus 2008 13:30 | Christiansbjerg IF | 1–3 | Varde IF                         | CIF's anlæg, Aarhus Scheidsrechter: Jens Ø. Poulsen |
| 23 augustus 2008 13:30 | Axelsen 60'        |     | Kruse 32' Nielsen 34' Jessen 70' | CIF's anlæg, Aarhus Scheidsrechter: Jens Ø. Poulsen |

|                        |     |                |          |                                                      |
| 23 augustus 2008 14:00 | OKS | 0–1            | Hobro IK | OKSON-Park, Odense Scheidsrechter: Michael Schlander |
| 23 augustus 2008 14:00 |     | Hammershøj 89' |          | OKSON-Park, Odense Scheidsrechter: Michael Schlander |

|                        |              |      |                                                                                                 |                                                                                    |
| 23 augustus 2008 15:00 | Tjæreborg IF | 1–10 | Esbjerg fB                                                                                      | Tjæreborg IF's Anlæg, Tjæreborg Toeschouwers: 1.246 Scheidsrechter: Henning Jensen |
| 23 augustus 2008 15:00 | Vind 71'     |      | Fribrock 13' 18' Mehl 23' Hansen 31' Vingaard 61' Rieks 67' 90' Thorvaldsson 68' 85' Thiago 78' | Tjæreborg IF's Anlæg, Tjæreborg Toeschouwers: 1.246 Scheidsrechter: Henning Jensen |

|                        |               |     |                                     |                                                             |
| 23 augustus 2008 15:30 | Ringkøbing IF | 1–5 | Skive IK                            | Alkjær Stadion, Ringkøbing Scheidsrechter: Michael Tykgaard |
| 23 augustus 2008 15:30 | Lauritzen 32' |     | Thomsen 38' 80' Shahpar 46' 62' 82' | Alkjær Stadion, Ringkøbing Scheidsrechter: Michael Tykgaard |

|                        |               |                         |        |                                                                            |
| 23 augustus 2008 16:00 | Aalborg Freja | 0–2                     | FC Fyn | Frejaparken, Aalborg Toeschouwers: 175 Scheidsrechter: Rasmus Møller Bøjer |
| 23 augustus 2008 16:00 |               | Fagerberg 21' Fønss 84' |        | Frejaparken, Aalborg Toeschouwers: 175 Scheidsrechter: Rasmus Møller Bøjer |

|                        |            |     |               |                                                                                        |
| 23 augustus 2008 16:00 | Vinding SF | 1–5 | FC Fredericia | Vinding Stadion, Vejle Toeschouwers: 300 Scheidsrechter: Mads-Kristoffer Kristoffersen |
| 23 augustus 2008 16:00 |            |     |               | Vinding Stadion, Vejle Toeschouwers: 300 Scheidsrechter: Mads-Kristoffer Kristoffersen |

|                        |           |                     |            |                                                                        |
| 23 augustus 2008 16:00 | Skagen IK | 0–1                 | Blokhus FC | Skagen Stadion, Skagen Toeschouwers: 295 Scheidsrechter: Henrik Larsen |
| 23 augustus 2008 16:00 |           | Tranberg 72' (pen.) |            | Skagen Stadion, Skagen Toeschouwers: 295 Scheidsrechter: Henrik Larsen |

|                        |         |                                                                     |           |                                                                                  |
| 23 augustus 2008 17:00 | Viby IF | 0–8                                                                 | Aarhus GF | Viby Idrætspark, Aarhus Toeschouwers: 1,437 Scheidsrechter: Henrik Nystrup Kragh |
| 23 augustus 2008 17:00 |         | Graulund 2' 27' Rafael 16' Lucena 22' Vibe 54' 90' Williams 79' 85' |           | Viby Idrætspark, Aarhus Toeschouwers: 1,437 Scheidsrechter: Henrik Nystrup Kragh |

|                        |                    |                                    |            |                                                             |
| 23 augustus 2008 18:00 | Møldrup/Tostrup IF | 0–5                                | Randers FC | Møldrup Stadion, Møldrup Scheidsrechter: Nicolai Vollquartz |
| 23 augustus 2008 18:00 |                    | Ahmed Nguyen Olsen Buval Holdgaard |            | Møldrup Stadion, Møldrup Scheidsrechter: Nicolai Vollquartz |

|                        |           |                             |             |                                                      |
| 24 augustus 2008 14:00 | Assens FC | 0–4                         | SønderjyskE | Assens Stadion, Assens Scheidsrechter: Kent Bøgelund |
| 24 augustus 2008 14:00 |           | Ilsø Stolberg Kristoffersen |             | Assens Stadion, Assens Scheidsrechter: Kent Bøgelund |

|                        |              |     |                                     |                                                     |
| 24 augustus 2008 14:00 | Marstal/Rise | 2–7 | Viborg FF                           | Marstal Stadion, Marstal Scheidsrechter: Tom Krøyer |
| 24 augustus 2008 14:00 | Goal · Goal  |     | Kryger Tüchsen Vestergaard Muomaife | Marstal Stadion, Marstal Scheidsrechter: Tom Krøyer |

|                        |              |     |          |                                                                  |
| 24 augustus 2008 15:00 | Holstebro BK | 4–1 | Næsby BK | Holstebro Idrætspark, Holstebro Scheidsrechter: Michael Svendsen |
| 24 augustus 2008 15:00 |              |     |          | Holstebro Idrætspark, Holstebro Scheidsrechter: Michael Svendsen |

|                        |              |     |                   |                                                                                  |
| 24 augustus 2008 15:00 | Silkeborg IF | 1–2 | AC Horsens        | Silkeborg Stadion, Silkeborg Toeschouwers: 1.291 Scheidsrechter: Claus Bo Larsen |
| 24 augustus 2008 15:00 | Pedersen 8'  |     | Lawan 66' Gil 89' | Silkeborg Stadion, Silkeborg Toeschouwers: 1.291 Scheidsrechter: Claus Bo Larsen |

|                        |               |                                                                          |                |                                                            |
| 24 augustus 2008 18:00 | Tårs/Ugilt IF | 0–8                                                                      | Vejle Boldklub | Tårs Stadion, Tårs Scheidsrechter: Lars Østergaard Poulsen |
| 24 augustus 2008 18:00 |               | Borre 30' 57' 68' Lai 37' Nørlund 38' 47' (e.d.) Kielstrup 50' Lawal 89' |                | Tårs Stadion, Tårs Scheidsrechter: Lars Østergaard Poulsen |

### Oost Groep
De Oost Groep Bestaat uit 28 teams.
|                        |               |                |            |                                                                    |
| 23 augustus 2008 11:00 | Jægersborg BK | 0–2            | Næstved BK | JB's anlæg, Gentofte Toeschouwers: 100 Scheidsrechter: Jesper Dahl |
| 23 augustus 2008 11:00 |               | Jensen 19' 64' |            | JB's anlæg, Gentofte Toeschouwers: 100 Scheidsrechter: Jesper Dahl |

|                        |           |     |                                  |                                                  |
| 23 augustus 2008 13:00 | Rishøj BK | 2–3 | Brønshøj BK                      | Rishøj Stadion, Køge Scheidsrechter: Thomas Dahl |
| 23 augustus 2008 13:00 | 11' 14'   |     | König 3' Tronborg 45' Larsen 87' | Rishøj Stadion, Køge Scheidsrechter: Thomas Dahl |

|                        |                        |     |                                                                                |                                                                               |
| 23 augustus 2008 14:00 | Greve Fodbold          | 1–9 | FC Nordsjælland                                                                | Greve Idræts Center, Greve Toeschouwers: 188 Scheidsrechter: Michael Johansen |
| 23 augustus 2008 14:00 | T. Pedersen 46' (pen.) |     | Storm 9' 31' 83' 88' Dahl 11' N. Pedersen 18' Pode 43' Rasmussen 58' Fetai 65' | Greve Idræts Center, Greve Toeschouwers: 188 Scheidsrechter: Michael Johansen |

|                        |          |     |             |                                                          |
| 23 augustus 2008 15:00 | FC Lejre | 0–3 | Hvidovre IF | Osted Stadion, Osted Scheidsrechter: Thomas Kurt Nielsen |
| 23 augustus 2008 15:00 |          |     |             | Osted Stadion, Osted Scheidsrechter: Thomas Kurt Nielsen |

|                        |       |                                                           |           |                                                                                     |
| 23 augustus 2008 15:00 | AB 70 | 0–4                                                       | BK Avarta | Vestamager Idrætspark, Kopenhagen Toeschouwers: 75 Scheidsrechter: Johnnie Espersen |
| 23 augustus 2008 15:00 |       | Fosgaard 6' Larsen 47' Rosnell 50' Christensen 74' (pen.) |           | Vestamager Idrætspark, Kopenhagen Toeschouwers: 75 Scheidsrechter: Johnnie Espersen |

|                        |                                      |     |                                                   |                                                                                   |
| 23 augustus 2008 15:00 | B 1908                               | 3–5 | FC Vestsjælland                                   | Sundby Idrætspark, Kopenhagen Toeschouwers: 84 Scheidsrechter: Claus Høegh-Jensen |
| 23 augustus 2008 15:00 | Haustein 11' Witt 73' Speiermann 74' |     | Mortensen 21' 58' Festersen 27' 64' Tengbjerg 90' | Sundby Idrætspark, Kopenhagen Toeschouwers: 84 Scheidsrechter: Claus Høegh-Jensen |

|                        |         |     |                            |                                                                                     |
| 23 augustus 2008 15:00 | B.93    | 1–4 | Lyngby Boldklub            | Valby Idrætspark, Kopenhagen Toeschouwers: 400 Scheidsrechter: Brian Lindorf Hansen |
| 23 augustus 2008 15:00 | Bakovic |     | Kristensen Beckmann Aabech | Valby Idrætspark, Kopenhagen Toeschouwers: 400 Scheidsrechter: Brian Lindorf Hansen |

|                        |                                   |     |                                               |                                                                                      |
| 23 augustus 2008 15:00 | Solrød FC                         | 2–5 | Herfølge BK                                   | Solrød Idrætscenter, Solrød Strand Toeschouwers: 138 Scheidsrechter: Martin Olsgaard |
| 23 augustus 2008 15:00 | Jørgensen 26' Guldborg 78' (e.d.) |     | Toft 31' 90' Benjaminsen 38' 85' Andersen 60' | Solrød Idrætscenter, Solrød Strand Toeschouwers: 138 Scheidsrechter: Martin Olsgaard |

|                        |                     |     |                                     |                                                           |
| 23 augustus 2008 15:00 | HIK                 | 2–3 | Vanløse IF                          | Gentofte Stadion, Gentofte Scheidsrechter: Darko Haramija |
| 23 augustus 2008 15:00 | Kirk 29' Jensen 46' |     | Andersen 68' Thorsvang 79' Krog 89' | Gentofte Stadion, Gentofte Scheidsrechter: Darko Haramija |

|                        |            |                             |           |                                                                                     |
| 23 augustus 2008 15:30 | Allerød FK | 0–3                         | FC Amager | Skovvang Stadion, Allerød Toeschouwers: 27 Scheidsrechter: Thomas Lautrup Thorgaard |
| 23 augustus 2008 15:30 |            | Nielsen 4' Wichmann 20' 88' |           | Skovvang Stadion, Allerød Toeschouwers: 27 Scheidsrechter: Thomas Lautrup Thorgaard |

|                        |             |     |             |                                                               |
| 24 augustus 2008 13:00 | Nordvest FC | 3–0 | Glostrup FK | Holbæk Stadion, Holbæk Scheidsrechter: Philip Gojko Pilipovic |
| 24 augustus 2008 13:00 |             |     |             | Holbæk Stadion, Holbæk Scheidsrechter: Philip Gojko Pilipovic |

|                        |              |                                                                                                  |         |                                                       |
| 24 augustus 2008 15:00 | B73 Slagelse | 0–10                                                                                             | BK Frem | Stadion Vest, Slagelse Scheidsrechter: John Gantfeldt |
| 24 augustus 2008 15:00 |              | Palka 18' Jürgensen 19' 31' Olsen 27' Weibel 29' 63' Simonsen 40' Andersen 50' 73' Mikkelsen 71' |         | Stadion Vest, Slagelse Scheidsrechter: John Gantfeldt |

|                        |                                              |     |             |                                                                               |
| 24 augustus 2008 15:00 | AB                                           | 4–0 | FC Roskilde | Gladsaxe Stadion, Kopenhagen Toeschouwers: 633 Scheidsrechter: Henrik Priegel |
| 24 augustus 2008 15:00 | Andersen 5' Hübertz 15' Boysen 22' Rønne 86' |     |             | Gladsaxe Stadion, Kopenhagen Toeschouwers: 633 Scheidsrechter: Henrik Priegel |

|                        |                    |     |                                                                        |                                                                                        |
| 24 augustus 2008 17:30 | BK Frem Sakskøbing | 1–7 | Brøndby IF                                                             | Sakskøbing Stadion, Sakskøbing Toeschouwers: 2.147 Scheidsrechter: Lars Skibild Jensen |
| 24 augustus 2008 17:30 | Lohse 44'          |     | Kristiansen 16' Madsen 31' 42' (pen.) 62' Mortensen 50' 87' Howard 90' | Sakskøbing Stadion, Sakskøbing Toeschouwers: 2.147 Scheidsrechter: Lars Skibild Jensen |

## Derde ronde
De wedstrijden in de derde ronde werd gespeeld tussen 26 en 29 september 2008
|                         |                        |                     |                                              |                                                               |
| 26 september 2008 16:30 | Brønshøj BK            | 2–3 (na extra tijd) | AaB                                          | Tingbjerg Idrætspark, Kopenhagen Scheidsrechter: Emil Laursen |
| 26 september 2008 16:30 | Frost 36' Petersen 57' |                     | Augustinussen 18' Saganowski 85' Risgård 99' | Tingbjerg Idrætspark, Kopenhagen Scheidsrechter: Emil Laursen |

|                         |              |     |                         |                                                                             |
| 26 september 2008 18:30 | Viborg FF    | 1–2 | AC Horsens              | Viborg Stadion, Viborg Toeschouwers: 2.707 Scheidsrechter: Michael Svendsen |
| 26 september 2008 18:30 | Pedersen 28' |     | Eckersley 17' Friis 87' | Viborg Stadion, Viborg Toeschouwers: 2.707 Scheidsrechter: Michael Svendsen |

|                         |                             |                     |                    |                                                                                      |
| 27 september 2008 13:30 | FC Fredericia               | 2–2 (na extra tijd) | Herfølge BK        | Fredericia Ny Stadion, Fredericia Toeschouwers: 316 Scheidsrechter: Michael Tykgaard |
| 27 september 2008 13:30 | Smedegaard 62' Fakkenor 90' |                     | Ake 11' Rynell 51' | Fredericia Ny Stadion, Fredericia Toeschouwers: 316 Scheidsrechter: Michael Tykgaard |

|                                                     |     | strafschoppen                                        |  |
| Johasen Nielsen Smedegaard Henriksen Haysen Philipp | 6-5 | Rynell Ismael Kronborg Sørensen Funch Christoffersen |  |

|                         |          |                                      |                 |                                                                         |
| 27 september 2008 15:00 | Varde IF | 0–3                                  | Lyngby Boldklub | Sydbank Stadion, Varde Toeschouwers: 251 Scheidsrechter: Heine Sørensen |
| 27 september 2008 15:00 |          | Christiansen 4' Timm 6' Wihlborg 23' |                 | Sydbank Stadion, Varde Toeschouwers: 251 Scheidsrechter: Heine Sørensen |

|                         |                 |                                            |               |                                                                                 |
| 27 september 2008 17:00 | FC Vestsjælland | 0–4                                        | FC Kopenhagen | Slagelse Stadion, Slagelse Toeschouwers: 2.000 Scheidsrechter: Anders Hermansen |
| 27 september 2008 17:00 |                 | Kvist 56' Júnior 67' (pen.) Aílton 84' 88' |               | Slagelse Stadion, Slagelse Toeschouwers: 2.000 Scheidsrechter: Anders Hermansen |

|                         |         |                                                             |                 |                                                                                    |
| 28 september 2008 13:00 | BK Frem | 0–6                                                         | FC Nordsjælland | Valby Idrætspark, Kopenhagen Toeschouwers: 879 Scheidsrechter: Lars Skibild Jensen |
| 28 september 2008 13:00 |         | Fetai 2' 23' Pedersen 8' Krølle 15' Dahl 32' Kildentoft 60' |                 | Valby Idrætspark, Kopenhagen Toeschouwers: 879 Scheidsrechter: Lars Skibild Jensen |

|                         |                                    |                     |                |                                                             |
| 28 september 2008 13:00 | Hvidovre IF                        | 3–1 (na extra tijd) | Vejle Boldklub | Hvidovre Stadion, Kopenhagen Scheidsrechter: Dario Haramija |
| 28 september 2008 13:00 | Boateng 53' Bech 96' Sørensen 112' |                     | El Banna 43'   | Hvidovre Stadion, Kopenhagen Scheidsrechter: Dario Haramija |

|                         |              |     |                         |                                                                     |
| 28 september 2008 13:00 | BK Avarta    | 1–2 | Aarhus GF               | Espelundens Idrætspark, Kopenhagen Scheidsrechter: Michael Johansen |
| 28 september 2008 13:00 | Fosgaard 32' |     | Graulund 12' Rafael 63' | Espelundens Idrætspark, Kopenhagen Scheidsrechter: Michael Johansen |

|                         |             |     |             |                                                       |
| 28 september 2008 13:00 | Nordvest FC | 1–0 | SønderjyskE | Holbæk Stadion, Holbæk Scheidsrechter: Henrik Priegel |
| 28 september 2008 13:00 | Keskin 60'  |     |             | Holbæk Stadion, Holbæk Scheidsrechter: Henrik Priegel |

|                         |            |                      |            |                                                                |
| 28 september 2008 13:30 | Blokhus FC | 0–2                  | Randers FC | Jetsmark Stadion, Pandrup Scheidsrechter: Henrik Nystrup Kragh |
| 28 september 2008 13:30 |            | Buval 28' Nguyen 88' |            | Jetsmark Stadion, Pandrup Scheidsrechter: Henrik Nystrup Kragh |

|                         |          |                                          |            |                                                                    |
| 28 september 2008 15:00 | Hobro IK | 0–3                                      | Næstved BK | Hobro Stadion, Hobro Scheidsrechter: Mads-Kristoffer Kristoffersen |
| 28 september 2008 15:00 |          | Madsen 3' (pen.) 45' (pen.) Johansen 25' |            | Hobro Stadion, Hobro Scheidsrechter: Mads-Kristoffer Kristoffersen |

|                         |             |     |                                   |                                                                                        |
| 28 september 2008 15:00 | FC Amager   | 1–3 | OB                                | Sundby Idrætspark, Kopenhagen Toeschouwers: 1.441 Scheidsrechter: Jesper Bæk Overgaard |
| 28 september 2008 15:00 | Nielsen 67' |     | Utaka 37' Djiby Fall 66' Ruud 81' | Sundby Idrætspark, Kopenhagen Toeschouwers: 1.441 Scheidsrechter: Jesper Bæk Overgaard |

|                         |                  |     |            |                                                                         |
| 28 september 2008 15:00 | Skive IK         | 2–1 | Esbjerg fB | Skive Stadion, Skive Toeschouwers: 850 Scheidsrechter: Michael Svendsen |
| 28 september 2008 15:00 | Dalgaard 31' 66' |     | Lange 62'  | Skive Stadion, Skive Toeschouwers: 850 Scheidsrechter: Michael Svendsen |

|                         |                       |                     |              |                                                              |
| 28 september 2008 15:00 | Holstebro BK          | 1–1 (na extra tijd) | Vanløse IF   | Holstebro Idrætspark, Holstebro Scheidsrechter: Jakob Kehlet |
| 28 september 2008 15:00 | Kristensen 40' (pen.) |                     | Thorsvang 6' | Holstebro Idrætspark, Holstebro Scheidsrechter: Jakob Kehlet |

|  |     | strafschoppen |
|  | 4-2 |               |

|                         |                           |     |                                   |                                                                              |
| 28 september 2008 17:30 | FC Fyn                    | 2–3 | Brøndby IF                        | Brøndby Stadion, Brøndby Toeschouwers: 3.071 Scheidsrechter: Peter Rasmussen |
| 28 september 2008 17:30 | Fagerberg 87' Fønss 90+1' |     | Lorentzen 30' 59' Krohn-Dehli 89' | Brøndby Stadion, Brøndby Toeschouwers: 3.071 Scheidsrechter: Peter Rasmussen |

|                         |            |     |                |                                                                               |
| 29 september 2008 19:00 | AB         | 1–0 | FC Midtjylland | Gladsaxe Stadion, Kopenhagen Toeschouwers: 1.571 Scheidsrechter: Emil Laursen |
| 29 september 2008 19:00 | Darlie 20' |     |                | Gladsaxe Stadion, Kopenhagen Toeschouwers: 1.571 Scheidsrechter: Emil Laursen |

## Vierde ronde
De wedstrijden in de vierde ronde werden gespeeld op 29 en 30 oktober 2008
|                       |               |        |     |                                                                                       |
| 29 oktober 2008 18:15 | FC Fredericia | 0–1    | AaB | Fredericia Ny Stadion, Fredericia Toeschouwers: 1.470 Scheidsrechter: Peter Rasmussen |
| 29 oktober 2008 18:15 |               | Due 8' |     | Fredericia Ny Stadion, Fredericia Toeschouwers: 1.470 Scheidsrechter: Peter Rasmussen |

|                       |              |                     |             |                                                                           |
| 29 oktober 2008 19:00 | Nordvest FC  | 1–1 (na extra tijd) | AB          | Holbæk Stadion, Holbæk Toeschouwers: 708 Scheidsrechter: Anders Hermansen |
| 29 oktober 2008 19:00 | Lundberg 90' |                     | Hübertz 90' | Holbæk Stadion, Holbæk Toeschouwers: 708 Scheidsrechter: Anders Hermansen |

|                            |     | strafschoppen                   |  |
| Hülz Lysgaard Jensen Aslan | 4-2 | Heinze Lykke Sørensen Jørgensen |  |

|                       |                                                     |     |                      |                                                                                 |
| 29 oktober 2008 19:00 | Lyngby BK                                           | 5–2 | Skive IK             | Lyngby Stadion, Kongens Lyngby Toeschouwers: 506 Scheidsrechter: Henrik Priegel |
| 29 oktober 2008 19:00 | Aabech 5' Lund 7' 45' Melchiorsen 28' Gundersen 76' |     | Lawal 48' Møller 83' | Lyngby Stadion, Kongens Lyngby Toeschouwers: 506 Scheidsrechter: Henrik Priegel |

|                       |                                 |                     |                                        |                                                                               |
| 29 oktober 2008 19:00 | Hvidovre IF                     | 3–3 (na extra tijd) | FC Nordsjælland                        | Hvidovre Stadion, Hvidovre Toeschouwers: 855 Scheidsrechter: Michael Johansen |
| 29 oktober 2008 19:00 | Cieslewicz 17' Clausen 72' 100' |                     | Fetai 15' Kildentoft 82' Pedersen 108' | Hvidovre Stadion, Hvidovre Toeschouwers: 855 Scheidsrechter: Michael Johansen |

|  |     | strafschoppen |
|  | 4-2 |               |

|                       |                                        |     |                        |                                                                                    |
| 29 oktober 2008 19:00 | AC Horsens                             | 3–2 | Randers FC             | Casa Arena Horsens, Horsens Toeschouwers: 1.248 Scheidsrechter: Nicolai Vollquartz |
| 29 oktober 2008 19:00 | Gilberto 25' Mayasi 74' Kortegaard 86' |     | Nguyen 29' Nygaard 57' | Casa Arena Horsens, Horsens Toeschouwers: 1.248 Scheidsrechter: Nicolai Vollquartz |

|                       |                |     |           |                                                                        |
| 29 oktober 2008 20:15 | OB             | 1–0 | Aarhus GF | Fionia Park, Odense Toeschouwers: 4.942 Scheidsrechter: Henning Jensen |
| 29 oktober 2008 20:15 | Absalonsen 88' |     |           | Fionia Park, Odense Toeschouwers: 4.942 Scheidsrechter: Henning Jensen |

|                       |            |                           |               |                                                                           |
| 30 oktober 2008 18:15 | Næstved BK | 0–3                       | FC Kopenhagen | Næstved Stadion, Næstved Toeschouwers: 3.412 Scheidsrechter: Emil Laursen |
| 30 oktober 2008 18:15 |            | Aílton 19' 77' Júnior 87' |               | Næstved Stadion, Næstved Toeschouwers: 3.412 Scheidsrechter: Emil Laursen |

|                       |                |     |                |                                                                                          |
| 30 oktober 2008 20:15 | Holstebro BK   | 1–2 | Brøndby IF     | Holstebro Idrætspark, Holstebro Toeschouwers: 3.386 Scheidsrechter: Henrik Nystrup Kragh |
| 30 oktober 2008 20:15 | Kristensen 37' |     | Jallow 66' 68' | Holstebro Idrætspark, Holstebro Toeschouwers: 3.386 Scheidsrechter: Henrik Nystrup Kragh |

## Kwartfinale
De wedstrijden in de kwartfinale werden op 12 november 2008 gespeeld.
|                        |           |                     |               |                                                                                     |
| 12 november 2008 18:00 | Lyngby BK | 0–0 (na extra tijd) | FC Kopenhagen | Lyngby Stadion, Kongens Lyngby Toeschouwers: 2.421 Scheidsrechter: Anders Hermansen |
| 12 november 2008 18:00 |           |                     |               | Lyngby Stadion, Kongens Lyngby Toeschouwers: 2.421 Scheidsrechter: Anders Hermansen |

|                                            |     | strafschoppen                                  |  |
| Melchiorsen Lund Nielsen Aabech Hamalainen | 2-4 | Nordstrand Santin Sionko Nørregaard Hutchinson |  |

|                        |                     |     |            |                                                             |
| 12 november 2008 19:00 | Nordvest FC         | 2–1 | AC Horsens | Holbæk Stadion, Holbæk Scheidsrechter: Jesper Bæk Overgaard |
| 12 november 2008 19:00 | Keskin 34' Rama 89' |     | Macena 90' | Holbæk Stadion, Holbæk Scheidsrechter: Jesper Bæk Overgaard |

|                        |                 |     |                              |                                                       |
| 12 november 2008 19:00 | FC Nordsjælland | 1–2 | Aalborg BK                   | Farum Park, Farum Scheidsrechter: Lars Christoffersen |
| 12 november 2008 19:00 | Bernburg 24'    |     | Jakobsen 45' (pen.) Cacá 84' | Farum Park, Farum Scheidsrechter: Lars Christoffersen |

|                        |    |              |            |                                                                          |
| 12 november 2008 20:00 | OB | 0–1          | Brøndby IF | Fionia Park, Odense Toeschouwers: 6.537 Scheidsrechter: Michael Svendsen |
| 12 november 2008 20:00 |    | Farnerud 89' |            | Fionia Park, Odense Toeschouwers: 6.537 Scheidsrechter: Michael Svendsen |

## Halve finale
De halve finales worden gespeeld over een thuis en uitduel. De heenduel wordt rond 16 april gespeeld en de return rond 29 april 2009.

### Heenduel
|                     |             |                                                                         |               |                                                                             |
| 16 april 2009 19:00 | Nordvest FC | 0–4                                                                     | FC Kopenhagen | Holbæk Stadion, Holbæk Toeschouwers: 6.132 Scheidsrechter: Michael Svendsen |
| 16 april 2009 19:00 |             | 33' Niclas Jensen 53' Hjalte Nørregaard 83' Dame N'Doye 90' Dame N'Doye |               | Holbæk Stadion, Holbæk Toeschouwers: 6.132 Scheidsrechter: Michael Svendsen |

|                     |                                                           |     |                                                            |                                                                                 |
| 16 april 2009 19:00 | Brøndby IF                                                | 3–3 | Aalborg BK                                                 | Brøndby Stadion, Brøndby Toeschouwers: 8.094 Scheidsrechter: Nicolai Vollquartz |
| 16 april 2009 19:00 | Anders Randrup 10' Anders Randrup 37' Jan Kristiansen 66' |     | 22' Kasper Risgård 63' Luton Shelton 77' Andreas Johansson | Brøndby Stadion, Brøndby Toeschouwers: 8.094 Scheidsrechter: Nicolai Vollquartz |

### Return
|                     |                                       |     |                     |                                                                         |
| 29 april 2009 19:00 | FC Kopenhagen                         | 2–1 | Nordvest FC         | Parken, Kopenhagen Toeschouwers: 6.917 Scheidsrechter: Anders Hermansen |
| 29 april 2009 19:00 | Dame N'Doye 18' Morten Nordstrand 56' |     | 1' Stefan Håkansson | Parken, Kopenhagen Toeschouwers: 6.917 Scheidsrechter: Anders Hermansen |

|                     |            |     |                      |                                                                                  |
| 29 april 2009 19:00 | Aalborg BK | 1–1 | Brøndby IF           | Energi Nord Arena, Aalborg Toeschouwers: 12.068 Scheidsrechter: Michael Svendsen |
| 29 april 2009 19:00 | Cacá 60'   |     | 67' Morten Rasmussen | Energi Nord Arena, Aalborg Toeschouwers: 12.068 Scheidsrechter: Michael Svendsen |

## Finale
|                   |            |         |                   |                                                                         |
| 21 mei 2009 15:00 | Aalborg BK | 0–1     | FC Kopenhagen     | Parken, Kopenhagen Toeschouwers: 29.249 Scheidsrechter: Peter Rasmussen |
| 21 mei 2009 15:00 |            | Verslag | 31' William Kvist | Parken, Kopenhagen Toeschouwers: 29.249 Scheidsrechter: Peter Rasmussen |